# Trichopenthea macularia
Trichopenthea macularia là một loài bọ cánh cứng trong họ Cerambycidae.